# プロジェリン
プロジェリン（英: progerin、Uniprot#P02545-6）は、ハッチンソン・ギルフォード・プロジェリア症候群（HGPS）の病理に関与する、切り詰められたラミンAタンパク質である。プロジェリンは多くの場合、成熟型ラミンAタンパク質をコードするLMNA遺伝子中の点変異c.1824 C>T（GGC -> GGT, p.Gly608Gly） によって産生される。この変異は隠れた（cryptic）スプライシング部位を活性化し、その結果C末端近傍の50アミノ酸が欠失した未成熟ラミンAタンパク質が産生されるようになる。ラミンAの通常の成熟過程でエンドペプチダーゼZMPSTE24によって切断されるRSY-LLGアミノ酸配列はこの欠失領域に含まれるため、ZMPSTE24はこの切り詰められたタンパク質の切断を行うことができない。その結果、メチル化されたカルボキシルファルネシル基が結合した未成熟ラミンAがそのまま残され、成熟型ラミンAではなく欠陥タンパク質プロジェリンが形成される。HGPS症例の約90%はLMNA遺伝子のエクソン11にこの有害な一塩基多型をヘテロ接合型で持っており、翻訳後修飾によってプロジェリンの産生が引き起こされる。 

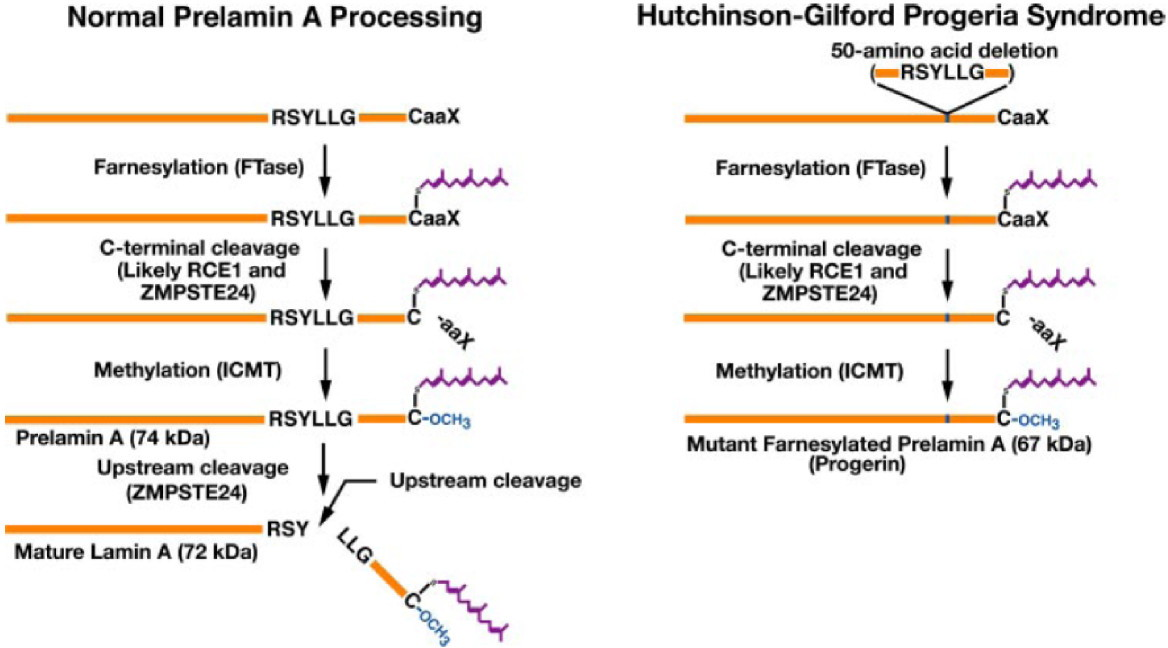
正常なプレラミンAのプロセシング（左）と50アミノ酸を欠くプロジェリンのプロセシング（右）

ラミンAは、核膜の内側に位置するタンパク質足場構造である核ラミナの主要な構造的構成要素である。プロジェリンは核ラミナに適切に組み込まれず、足場構造を破壊することで細胞核の球状の形態を大きく変形させる。プロジェリンはNotchシグナル伝達経路を介して幹細胞の分化を調節する遺伝子を活性化する。また、電離放射線照射後の未修復のDNA二本鎖切断の頻度を増加させる。プロジェリンの過剰発現は、DNA二本鎖切断の修復において、相同組換えによる修復と比較して非相同末端結合による修復を増加させる。さらに、遺伝子変換によって行われる相同組換えイベントが増加する。こうした知見は、DNA二本鎖切断の修復に核ラミナが重要な役割を果たしていることを示唆している。

## 点変異
c.1824 C>T（GGC -> GGT, p.Gly608Gly）は、プロジェリアの患者の大部分に生じている点変異多型である。この変異はエクソン11のグリシン608番のコドンがGGCからGGTに変化するサイレント変異であるが、隠れたスプライス部位が活性化されることでエクソン11の一部が欠けた転写産物が産生されるようになる。この変化によってラミンAの成熟に必要不可欠な50アミノ酸が欠失する。この欠失によって未成熟ラミンは欠陥タンパク質プロジェリンとなる。

## ロナファルニブ
ロナファルニブ（ファルネシルトランスフェラーゼ阻害薬）は、HGPSにおけるプロジェリンの悪影響に対する薬理学的治療としての可能性が研究されている。現在のところ、ロナファルニブはHGPSの治療に対してFDAの承認を受けている唯一の薬剤である。

## その他の情報
ラパマイシンはオートファジーの活性化を介して細胞内のプロジェリン凝集体の形成を低下させ、細胞核の表現型を改善することが示されている。
プロジェリンは健康な人物でも隠れたスプライス部位が散発的に利用されることで産生されており、正常な老化過程とも関係している。